# Снежана Дамјанац
Снежана Дамјанац (11. септембар 1974, Београд) је бивша рукометашица и репрезентативка Србије и Црне Горе. Са репрезентацијом је освојила бронзану медаљу на Светском првенству 2001. Носилац је националног признања Републике Србије.
Играла је за Напредак из Крушевца, Раднички из Београда, Будућност из Подгорице.